# Bazine
La Bazine est une rivière française du département de la Haute-Vienne, en région Nouvelle-Aquitaine, et un affluent droit du Vincou, donc un sous-affluent de la Loire, la Gartempe, la Creuse et la Vienne.

## Géographie
De 19,6 km de longueur, la Bazine prend source sur la commune de Roussac, entre les lieux-dits Villemedeix et Le Theil, à 356 m d'altitude.
Elle coule globalement du sud-est vers le nord-ouest, et la route départementale 96 suit sa vallée.
Elle conflue à l'entrée sud de Bellac, en Haute-Vienne, en rive droite du Vincou, à 188 m d'altitude, juste en dessous d'un barrage et du lieu-dit « le Moulin Vaugelade ».

## Communes et cantons traversés
Dans le seul département de la Haute-Vienne, la Bazine traverse quatre communes et deux cantons :
- dans le sens amont vers aval : Roussac (source), Saint-Junien-les-Combes, Blanzac, Bellac (confluence).

Soit en termes de cantons, la Bazine prend source sur le canton de Nantiat, et conflue dans le canton de Bellac, le tout dans l'arrondissement de Bellac.

## Affluents
La Bazine a quatre affluents référencés :
- La Gardelle (rd), 3,3 km sur les deux communes de Saint-Junien-les-Combes, Roussac avec un affluent :
  -  ?, 1,8 km sur la seule commune de Roussac.
- le ruisseau de Sannat (rd), 2,2 km sur la seule commune de Saint-Junien-les-Combes.
- les Boines (rd), 5,6 km sur les trois communes de Blanzac, Saint-Junien-les-Combes, Rancon.
- le ruisseau du Loup (rd), 1,8 km sur la seule commune de Blanzac.

Le rang de Strahler est donc de trois.